# Waiting for Tonight
"Waiting for Tonight" er en danspopmelodi sunget af den amerikanske sangerinde Jennifer Lopez, skrevet af Maria Christensen, Michael Garvin, og Phil Temple samt komponeret af Ric Wake til Lopez' debutalbum On the 6 (i 1999).
| Musik | Spire Denne musikartikel er en spire som bør udbygges. Du er velkommen til at hjælpe Wikipedia ved at udvide den. |